# Jonas Kazlauskas
Jonas Kazlauskas, (Panevėžys, Lituania, 21 de noviembre de 1954) es un exjugador y actualmente entrenador de baloncesto lituano. Ha entrenado a las selecciones de Lituania, China y a Grecia, consiguiendo 3 medallas en competiciones oficiales, una con los Green Death de Lituania y otra con Grecia. También ha entrenado a importantes equipos a nivel continental.

## Clubes como jugador
- 1973-1985  Statyba Vilnius

## Clubes como entrenador
- 1994-2000 Žalgiris Kaunas
- 1996  Lituania (Asist.)
- 1997-2001 Lituania
- 2000-2004 Lietuvos Rytas
- 2004-2006  Olympiacos
- 2004-2008 China
- 2009-2010 Grecia
- 2011-2012 CSKA Moscú
- 2013–2014 Guangdong Southern Tigers
- 2013- Lituania

## Palmarés
- Liga de Lituania: 6

Žalgiris Kaunas: 1994-95, 1995-96, 1996-97, 1997-98, 1998-99
Lietuvos rytas: 2001-02
- Liga de Rusia: 2

CSKA: 2010-11, 2011-12
- Eurocopa: 1

Žalgiris Kaunas: 1997-98
- Copa de Europa: 1

Žalgiris Kaunas: 1999
- VTB United League: 1

CSKA: 2011-12